# Рабочеостровское сельское поселение
Рабочеостро́вское сельское поселение — муниципальное образование в составе Кемского муниципального района Республики Карелия Российской Федерации. Административный центр — посёлок Рабочеостровск.

## Население
| 2009  | 2010  | 2012  | 2013  | 2014  | 2015  | 2016  |
| ----- | ----- | ----- | ----- | ----- | ----- | ----- |
| 2452  | ↘2098 | ↘2053 | ↘2006 | ↘1977 | ↘1925 | ↘1868 |
| 2017  | 2018  | 2019  | 2020  | 2021  | 2023  |       |
| ↘1800 | ↘1775 | ↘1687 | ↘1666 | ↘1511 | ↘1476 |       |

## Населённые пункты
В сельское поселение входят 2 населённых пункта:
| № | Населённый пункт | Тип населённого пункта | Население |
| - | ---------------- | ---------------------- | --------- |
| 1 | Мягрека          | станция                | ↗6        |
| 2 | Рабочеостровск   | посёлок                | ↘2000     |